# Metropolitan Borough of Bermondsey

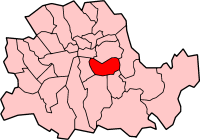
Lage von Bermondsey im früheren County of London

Der Metropolitan Borough of Bermondsey war ein Bezirk im Ballungsraum der britischen Hauptstadt London mit dem Status eines Metropolitan Borough. Er existierte von 1900 bis 1965 und lag im Zentrum der ehemaligen Grafschaft County of London.

## Geschichte
Der Bezirk entstand aus den Civil Parishes Bermondsey und Rotherhithe sowie aus dem St Olave District. Letzterer war eine Verwaltungsgemeinschaft der kleinen Civil parishes Southwark St John Horsleydown, Southwark St Olave und Southwark St Thomas. Alle Gemeinden lagen ursprünglich in der Grafschaft Surrey und gehörten ab 1855 zum Einzugsgebiet des Zweckverbandes Metropolitan Board of Works. 1889 gelangten sie zum County of London, elf Jahre später wurden sie zu einem Metropolitan Borough zusammengefasst.
Bei der Gründung von Greater London im Jahr 1965 entstand aus der Fusion der Metropolitan Boroughs Bermondsey, Camberwell und Southwark der London Borough of Southwark.

## Statistik
Die Fläche betrug 1504 Acres (6,09 km²). Die Volkszählungen ergaben folgende Einwohnerzahlen:
Frühere Gebiete zusammengefasst:
| Jahr      | 1801   | 1811   | 1821   | 1831   | 1841   | 1851   | 1861    | 1871    | 1881    | 1891    |
| Einwohner | 46.281 | 49.397 | 57.148 | 62.637 | 68.701 | 85.308 | 101.913 | 122.398 | 134.632 | 136.660 |

Metropolitan Borough:
| Jahr      | 1901    | 1911    | 1921    | 1931    | 1951   | 1961   |
| Einwohner | 130.760 | 125.903 | 119.452 | 111.542 | 60.638 | 51.860 |